# NGC 5964
NGC 5964 أو إن جي سي 5964 هي مجرة حلزونية ضلعية ضمن كوكبة الحية. وهي أيضاً معروفة باسم IC 4551 وPGC 55637.